# Tarsacq
Tarsacq ist eine französische Gemeinde mit 543 Einwohnern (Stand 1. Januar 2022) im Département Pyrénées-Atlantiques in der Region Nouvelle-Aquitaine (vor 2016: Aquitanien). Die Gemeinde gehört zum Arrondissement Pau (bis 2016: Arrondissement Oloron-Sainte-Marie) und zum Kanton Le Cœur de Béarn (bis 2015: Kanton Monein).
Der Name leitet sich vom römischen Namen Tertius ab und bedeutete „Landgut des Tertius“.

## Geographie
Tarsacq liegt ca. 15 km nordöstlich von Pau in der historischen Provinz Béarn.
Umgeben wird der Ort von den Nachbargemeinden:
|      | Labastide-Cézéracq                          | Denguin |
| Abos | Kompassrose, die auf Nachbargemeinden zeigt |         |
|      | Abos                                        | Arbus   |

Tarsacq liegt im Einzugsgebiet des Flusses Adour am linken Ufer des Gave de Pau, dessen Nebenfluss, der Juscle, das Gebiet der Gemeinde ebenfalls durchströmt.

## Geschichte
Der Name der Gemeinde und die gallorömische Straße, die in der Nähe vorbeilief, lässt auf eine Besiedelung seit der Antike vermuten. Bei der Volkszählung des Béarn im Jahre 1385 wurden in Tarsacq 23 Haushalte gezählt, und das Dorf gehörte zur Bailliage von Lagor und Pardies. Es entwickelte sich um ein Laienkloster, das dem Vicomte von Béarn understand.
Toponyme und Erwähnungen von Tarsacq waren:
- Terçag (1286, Gallia Christiana),
- Tarsac (1344, Notare aus Pardies, Nr. 2),
- Terssac (1372, Verträge des Notars Luntz),
- Tersac (14. Jahrhundert, Volkszählung im Béarn),
- Tarsac (1750, Karte von Cassini) und
- Tarsacq (1793 und 1801, Notice Communale bzw. Bulletin des Lois).[3][4][5]

### Einwohnerentwicklung
Die Gemeinde erreichte erste Höchststände ihrer Größe mit rund 280 Einwohnern in der ersten Hälfte und in der Mitte des 19. Jahrhunderts. In der Folgezeit stagnierte die Größe der Gemeinde bei kurzzeitigen Phasen der Erholung bis zu den 1950er Jahren auf 150 Einwohner. In der Folge war ein zeitweise starker Aufwärtstrend zu verzeichnen, der neue Höchststände erreichte. In jüngster Zeit hat die Größe der Gemeinde allerdings wieder abgenommen.
| Jahr      | 1962 | 1968 | 1975 | 1982 | 1990 | 1999 | 2006 | 2009 | 2022 |
| --------- | ---- | ---- | ---- | ---- | ---- | ---- | ---- | ---- | ---- |
| Einwohner | 201  | 202  | 268  | 335  | 344  | 422  | 487  | 522  | 543  |

455 Bewohner von Tarsacq (entspricht 93,2 %) haben eine französische Staatsangehörigkeit. 33 eine andere. 47 Bewohner sind Zuwanderer (entspricht 9,6 %).

## Sehenswürdigkeiten
- Pfarrkirche, gewidmet Mariä Himmelfahrt. Sie wurde im Mittelalter unweit des Laienklosters errichtet. Die Kirche wurde im Laufe der Jahrhunderte mehrfach restauriert und verändert, aber mit ihrem einfachen Grundriss und den wenigen Fenstern haben sich einige Merkmale des romanischen Baustils erhalten. Sie unterscheidet sich von den meisten anderen Kirchen der Region durch ihren Glockenturm, der fensterlos ist und vollständig mit Schiefer gedeckt ist.[9]

- Ehemaliges Laienkloster. Es befindet sich neben dem Friedhof im Zentrum der Gemeinde und besteht aus einem Wohnhaus, das mit einem Schieferdach ausgestattet ist.[10]

- Schule. Sie wurde sehr schnell nach Jules Ferrys Einführung des unentgeltlichen und verpflichtenden Grundschulbesuchs in Frankreich errichtet. Das Gebäude ist mit einer Sirene und einem Dachreiter mit Glockenstuhl ausgestattet, der heute noch seine Glocke birgt, die für die Schüler die Zeit schlägt. Ursprünglich hing an der Fassade eine große Uhr, die heute verloren gegangen ist. An ihrer Stelle schließt ein Okulus die Lücke, bei dem Werksteine das runde Fenster umschließen. Wie die meisten Schulen, die im 19. Jahrhundert gebaut wurden, dürfte ursprünglich im Gebäude neben den Klassenräumen auch Büros der Verwaltung wie das Rathaus oder Wohnräume der Lehrer eingerichtet worden sein.[11][12][13]

## Wirtschaft und Infrastruktur

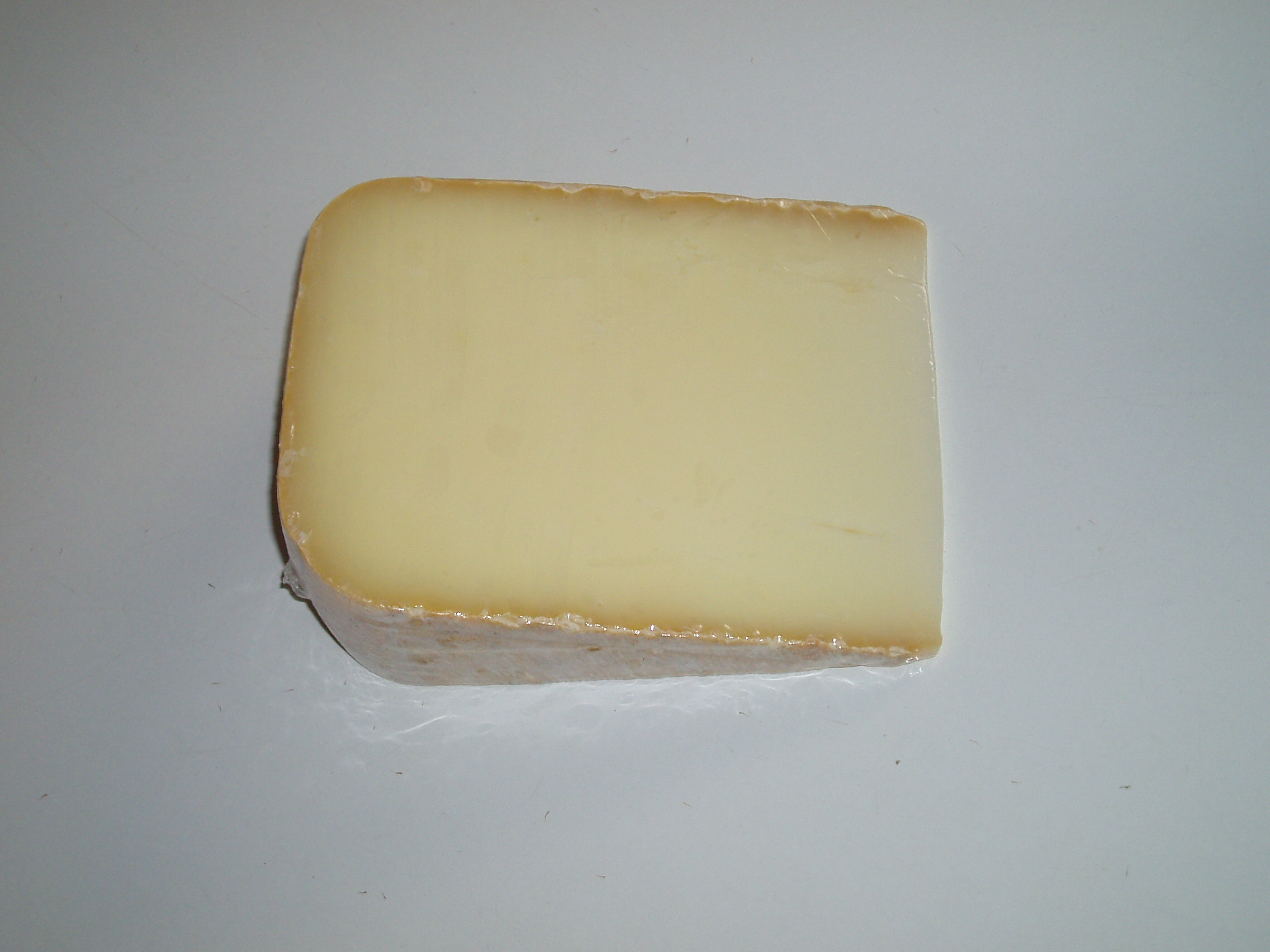
Ossau-Iraty

Die Wirtschaft der Gemeinde profitiert von der Nähe zum Industriegebiet von Lacq und des urbanen Einzugsbereichs von Pau.
Tarsacq liegt in der Zone AOC des Ossau-Iraty, eines traditionell hergestellten Schnittkäses aus Schafmilch.

### Bildung
Die Gemeinde verfügt über eine öffentliche Grundschule mit 47 Schülerinnen und Schülern im Schuljahr 2017/2018.

### Sport und Freizeit
- In der Gemeinde befindet sich die Autocross-Rundstrecke von Pau-Tarsacq mit einer Länge von 5 km.[18]

- Der Radweg Véloroute Pyrénées-Gave-Adour, der Tarsacq mit Laroin verbindet, führt seit 2012 auf einer Länge von 13 km am Ufer des Gave de Pau entlang. Er ist Teil eines Projekts, das in Zukunft Bayonne mit dem Mittelmeer über einen Radweg verbinden soll.[19]

### Verkehr
Tarsacq wird durchquert von den Routes départementales 2 und 2002 und ist über eine Linie des Busnetzes Transports 64 mit Pau und anderen Gemeinden des Départements verbunden.